# بورس امان
بورس امان (انگلیسی: Amman Stock Exchange) بازار بورس اوراق بهادار اردن است، که در سال ۱۹۹۹ تأسیس شد.